# Naruźlany
Naruźlany (lit. Naružlionys; pol. hist. także Narażlany, Naraźlany) – wieś na Litwie, w okręgu wileńskim, w rejonie wileńskim, w gminie Niemenczyn.

## Historia
W dwudziestoleciu międzywojennym zaścianek leżący w Polsce, w województwie wileńskim, w powiecie wileńsko-trockim, w gminie Niemenczyn. W 1931 miejscowość liczyła 15 mieszkańców, zamieszkałych w 2 budynkach.
9 kwietnia 1944 Armia Krajowa wykonała tu wyrok śmierci wydany przez Wojskowy Sąd Specjalny na proboszcza parafii św. Antoniego Padewskiego w Jęczmieniszkach Litwina ks. Ambrożego Jakowanisa (Ambraziejus Jakavonis), skazanego za kolaboracje z Niemcami i litewską policją m.in. przez donoszenie na polskich parafian oraz popieranie przymusowych wysiedleń ludności polskiej.
Po II wojnie światowej w granicach Związku Sowieckiego. Od 1991 na niepodległej Litwie.